# Brian Garino
Brian Nicolás Garino (Los Cóndores, Provincia de Córdoba, Argentina; 18 de mayo de 1995) es un futbolista argentino que juega en la posición de Mediocampista y actualmente es jugador de Sportivo Rivadavia que disputa el Torneo Federal B.

## Clubes
| Club                        | País      | Año         |
| --------------------------- | --------- | ----------- |
| Guillermo Brown             | Argentina | 2012 - 2014 |
| Club Atlético Germinal      | Argentina | 2014 - 2016 |
| Sansinena                   | Argentina | 2016        |
| J.J. Moreno (Puerto Madryn) | Argentina | 2017 - 2017 |
| Sportivo Rivadavia          | Argentina | 2018 -      |

## Palmarés
| Título           | Club                        | País      | Año  |
| ---------------- | --------------------------- | --------- | ---- |
| Torneo Federal C | J.J. Moreno (Puerto Madryn) | Argentina | 2017 |